# Finstadbru
Finstadbru este o localitate din comuna Aurskog-Høland, provincia Akershus, Norvegia.